# Г̄
Г̄ (en minúscula: г̄; cursiva: Г̄ г̄) es una letra del alfabeto cirílico.
Г̄ fue utilizada en el idioma carelio (una lengua urálica) en 1887, donde representaba la oclusiva velar sonora //ɡ//. Sin embargo, actualmente no tiene uso, pues desde el 2007 el idioma carelio receptó la escritura latina.

## Códigos de computación:
Como tal, Г̄ no es un carácter único, sino que surge de la combinación de 2: Г y el macrón.
| Carácter                    | Г                                      | Г                                      | г                                    | г                                    | ̄                        | ̄                        |
| --------------------------- | -------------------------------------- | -------------------------------------- | ------------------------------------ | ------------------------------------ | ----------------------- | ----------------------- |
| Nombres unicode             | CYRILLIC CAPITAL LETTER GE WITH MACRON | CYRILLIC CAPITAL LETTER GE WITH MACRON | CYRILLIC SMALL LETTER GE WITH MACRON | CYRILLIC SMALL LETTER GE WITH MACRON | COMBINING MACRON ACCENT | COMBINING MACRON ACCENT |
| Codificaciones              | Decimal                                | hex                                    | dec                                  | hex                                  | dec                     | hex                     |
| Unicode                     | 1043                                   | U+0413                                 | 1075                                 | U+0433                               | 772                     | U+0304                  |
| UTF-8                       | 208 147                                | D0 93                                  | 208 179                              | D0 B3                                | 204 132                 | CC 84                   |
| Numeric character reference | &#1043;                                | &#x413;                                | &#1075;                              | &#x433;                              | &#772;                  | &#x304;                 |

- Caracteres cirílicos en Unicode